# Cécile Paoli
Cécile Paoli est une comédienne française, née le 1er janvier 1961[réf. nécessaire].

## Biographie

### Formation et révélation critique
Elle est trilingue : français, anglais et italien.

## Théâtre
- 1986 : La Gagne de Michel Fermaud, mise en scène Michel Fagadau, Théâtre de la Gaîté-Montparnasse
- 1990 - 1991 : Mystification de Diderot, mise en scène Jacques Weber[1]
- 1993 - 1994 : Les Libertins de Roger Planchon, mise en scène de l'auteur
- 1999 - 2000 : Les Trois Mousquetaires d'Alexandre Dumas, mise en scène Marcel Maréchal, tournée[1]
- 2002 : Le Manège du pouvoir de Jean-Pierre About, mise en scène Thomas Le Douarec, Théâtre 14 Jean-Marie Serreau[2]
- 2010 - 2014 : Caligula d'Albert Camus, mise en scène Stéphane Olivié-Bisson, tournée[3]

## Filmographie
La filmographie est issue du site Internet Movie Database

### Cinéma
- 1981 : Les Fourberies de Scapin de Roger Coggio : Zerbinette
- 1988 : La Légende du saint buveur d'Ermanno Olmi : Fur store seller
- 1992 : Voyage à Rome de Michel Lengliney : Nathalie
- 1993 : Kaspar Hauser de Peter Sehr : Stefanie Von Baden
- 1999 : Les Collègues de Philippe Dajoux : Inès

### Télévision
- 1978 : L'imaginaire en campagnes: Ulysse est revenu de Jean Dewever : Nausicaa
- 1980 : Le carton rouge d'Alain Quercy
- 1981 : Bergerac : Francine
- 1982 : La Rescousse de Jacques Krier : Maria
- 1987 : Les passions de Céline : Céline
- 1991 : Le Voyageur : Sylvie
- 1992 : Les Aventures du jeune Indiana Jones : l'infirmière
- 1992 : Pleure pas ma belle de Michel Andrieu : Judy
- 1993 : Riders de Gabrielle Beaumont : Laura Duparru
- 1996 : Les Alsaciens ou les Deux Mathilde de Michel Favart : Rachel Bernstein
- 1997 : Clara et son Juge de Joël Santoni : Jacqueline
- 1997 : Sharpe's Revenge de Tom Clegg : Lucille
- 1997 : Sharpe's Waterloo de Tom Clegg : Lucille
- 1997 : Belle comme Crésus de Jean-François Villemer : Carlotta
- 1997 : Des gens si bien élevés de Alain Nahum : Emmanuelle
- 1999 : Dossier: disparus : Lucie
- 2003 : Julie Lescaut : Dorothée
- 2004 : Holby City : Cecile Linois
- 2004 - 2006 : Léa Parker : Marie
- 2006 : Heartbeat : Yvette Lenoir
- 2006 : Mafiosa : Alberta
- 2008 : RIS police scientifique : Céline Dray
- 2009 : Les Héritières d'Harry Cleven : la mère de Charles
- 2010 : Boulevard du Palais : Caroline
- 2011 : Mission sacrée de Daniel Vigne : Marielle
- 2014 : Les Enquêtes de Morse : Luisa Armstrong
- 2014-2016 : Duel au soleil : Laetitia
- 2020 : Romance de Hervé Hadmar : Jacqueline Desforges

## Doublage

### Cinéma

#### Films
- Julianne Moore dans :
  - The Big Lebowski (1998) : Maude Lebowski
  - Cookie's Fortune (1999) : Cora Duvall
  - La Fin d'une liaison (1999) : Sarah Miles
  - The Hours (2002) : Laura Brown
  - I'm Not There (2007) : Jude Quinn
- Nicoletta Braschi dans :
  - La vie est belle (1997) : Dora
  - Pinocchio (2002) : la bonne fée

- 1994 : Les Maîtres du monde : Mary Sefton (Julie Warner)
- 2000 : L'Ombre du vampire : Greta Schröder (Catherine McCormack[5])
- 2001 : Joe La Crasse : Brandy (Brittany Daniel)
- 2003 : Frida : Tina Modotti (Ashley Judd[6])
- 2007 : Angel : Nora Howe-Nevinson (Lucy Russell[7])
- 2009 : Lourdes : sœur Cécile (Elina Löwensohn[7])
- 2021 : Tre piani : Sara (Elena Lietti)